# Serviformica fusca
Serviformica fusca é uma espécie de formiga do gênero Serviformica, pertencente à subfamília Formicinae.